# La Musique que j'aime
Pour les articles homonymes, voir Musique et Aime (homonymie).
Singles de Johnny Hallyday
Avant
(1972) Le Feu
(1973)
Clip vidéo
[vidéo] « Johnny Hallyday - Toute la musique que j'aime - Live tour Eiffel (2000) », sur YouTube
La Musique que j'aime est une chanson française de blues rock, composée et interprétée par Johnny Hallyday, avec des paroles  de Michel Mallory. Elle sort en 1973 en face B du 45 tours Comme un corbeau blanc, et ouvre (la même année) son 16e album Insolitudes, chez Philips.
Devenue un des tubes emblématiques du répertoire standard d'Hallyday, elle a été, depuis sa création, quasiment inscrite à chaque tour de chant de l'artiste.

## Histoire
Plus que d'une collaboration artistique entre un auteur et un interprète, la chanson La Musique que j'aime naît de la totale symbiose qui unit Michel Mallory et Johnny Hallyday. Elle prend corps à la suite de plusieurs concours de circonstances et d'événements autobiographiques récents dans la vie de son interprète.

D'elle, Mallory écrit : 
«  Elle est pour nous deux l'aboutissement d'une complicité, d'une amitié et elle restera toujours notre bâton de maréchal... Pour cela il a fallu que je retourne à l'endroit où j'avais vu le jour, [...], il a fallu aussi que Johnny soit à New York avec le blues de Sylvie au cœur, [...], que les musiciens et le preneur de son soient des génies, [...], les cuivres des Stones, la magie du studio de Londres et le talent de Johnny. »

Comme en écho, Hallyday surenchérit : 
«  Aujourd'hui, La musique que j'aime n'a plus d'éditeur. Elle nous appartient. On l'a cosignée : Johnny Hallyday-Michel Mallory. »
À l'automne 1972, Johnny Hallyday est à New York. En rupture avec Sylvie Vartan, il a fui Paris. Michel Mallory, lui, est en Corse, dans la maison de son enfance. Sur une vieille guitare, il improvise le début d'une musique, mi blues, mi rock, mi country ; satisfait du résultat, il note sur un papier à musique de fortune les seize mesures.
Le chanteur et son parolier doivent prochainement rentrer en studio pour l'enregistrement d'un album à paraitre Insolitudes.
À la mi novembre, Hallyday est de retour à Paris. Dans la voiture de son parolier, qui le conduit dans un hôtel de la capitale, Johnny parle longuement à Michel Mallory de Sylvie, de lui, de cette rupture douloureuse. « De tout ce qu'il me disait, je ne retenais que deux choses, la première c'est qu'il l'aimait comme un fou et la deuxième c'est qu'il était très malheureux. » écrira Mallory.
Installé dans un salon de l'hôtel, Johnny Hallyday confie une guitare (rapportée des États-Unis) à Michel Mallory et lui demande de lui jouer les titres sur lesquels il a travaillé. Rien n'est prêt en réalité. Mallory se souvient alors de ce début de musique improvisée en Corse et le lui joue en mi majeur. Le chanteur écoute attentivement, puis s'empare de la guitare en déclarant : « Il manque le milieu, le pont, le refrain, écoute, il faut que cela fasse ça... »
En un instant, la musique définitive de ce qui va devenir La Musique que j'aime prend forme.
Il manque encore les paroles. « Écris-moi quelque chose de fort, qui me ressemble », demande le chanteur à Michel Mallory. Le texte, il l'écrit tard dans la nuit, après avoir pris congé de Johnny, dans sa voiture (pour ne réveiller personne chez lui), sur son carnet de rendez-vous :
«  Toute la musique que j'aime, Elle vient de là, Elle vient du blues, Les mots ne sont jamais les mêmes, pour exprimer ce qu'est le blues... »
Puis le parolier repense à tout ce que lui a confié son ami :
«  Le blues, ça veut dire que je t'aime et que j'ai mal à en crever, Je pleure mais je chante quand même c'est ma prière pour te garder... »
Les paroles, écrites en une heure, plaisent à l'interprète qui ne suggère aucune modification.

## Thème et paroles
Dans ce tube blues rock emblématique de son répertoire, Johnny chante que toute la musique qu'il aime vient du blues, né de mains noires il y a longtemps, sur des guitares, avec des mots qui ne sont jamais les mêmes, pour exprimer ses joies, ses peines, ses espoirs, ses prières, ses douleurs, Dieu, et puis l'amour, qu'il l'aime, et qu'il le chantera toujours...

## Enregistrement
- Réalisation : Lee Hallyday
- Chris Kimsey (en) : ingénieur du son
- Jean-Pierre Azoulay : guitare
- Peter Frampton : guitare
- Jerry Donahue : guitare
- Frank Carillo : guitare
- Bob Mayo (en) : guitare (participation incertaine ; il est des sessions d'enregistrement de l'album Insolitudes)
- B. J. Cole (en) : dobro
- Klaus Voormann : basse
- Angelo Finaldi : basse
- Barry de Suza : batterie
- Gary Wright : claviers
- Jim Horn : saxophone, flûte
- Jim Price (musician) (en) : trompette, trombone
- Bobby Keys : saxophone ténor

Londres, Olympic Sound Studio, novembre 1972, enregistrement de l'album Insolitudes. La quasi-totalité des titres qui composent l'album sont enregistrés et Johnny Hallyday remet sans cesse celui de La Musique que j'aime, ce qui étonne Michel Mallory. Les basses rythmiques et les guitares sont achevées, Jean-Pierre Azoulay (alias « Rolling », guitariste attitré du chanteur) a enregistré l'introduction... il ne manque plus que la voix... un temps Mallory pense même qu'Hallyday finalement ne va pas la faire. Ces contretemps, vont finalement, par un heureux hasard, permettre d'ajouter encore à la chanson. Un soir (Johnny n'est alors pas au studio), l'équipe reçoit la visite des cuivres des Rolling Stones, Jim Horn, Jim Price et Bobby Keys (ils travaillent dans un studio voisin et deux d'entre eux, Price et Keys, ont déjà, en 1971, enregistré pour Johnny sur l'album Flagrant délit) ; Chris Kimsey, producteur du groupe, les connait bien et il leur fait écouter La Musique que j'aime... ils aiment et offrent de lui donner « plus de force » encore. Lee Hallyday, chargé des finances, consent. Lorsque deux heures plus tard, ils sortent de la cabine la chanson a sa « couleur blues » définitive. Pour ce faire, précédemment, Michel Mallory enregistre une voix témoin, afin que les instrumentistes aient « dans » l'oreille la mélodie. Le lendemain soir, Johnny écoute le résultat et déclare : « Ce n'est pas comme ça qu'il faut la chanter », puis demande si tout est prêt pour enregistrer sa voix ? Chris Kimsey acquiesce. Par deux fois, en cabine, il écoute le play back sans chanter, puis annonce : « Maintenant vous m'enregistrez et même si je me trompe, laissez moi aller jusqu'au bout ! » Deux prises, sur deux pistes différentes, sont réalisées. « Il y avait tant de magie, de puissance et d'émotion dans chacune d'elles, qu'il fut difficile de choisir », écrira Mallory.
À l'écoute, tous sont satisfaits, mais pas Johnny Hallyday qui trouve « qu'il manque quelque chose » ; « un dobro qui jouerait en slide » annonce-t-il après réflexion. Chris Kimsey fait venir l'instrumentiste B.J. Cole, équipé d'un dobro artisanal (fabriqué selon ses dires par son père) et le son qu'il en sort est un tantinet semblable à une guitare hawaïenne. Une seule prise est réalisée et alors que tous les instruments cessent, Cole, pour le plaisir, continue seul et termine la chanson. L'effet jugé excellent est conservé.

## Diffusion
Jean Renard, alors directeur artistique de Johnny Hallyday, apprécie peu la chanson, pas plus que l'intégralité de l'opus Insolitudes et propose pour « sauver l'album » d'y joindre la chanson Comme un corbeau blanc (titre de sa composition, enregistré trois ans plus tôt par Hallyday, initialement pour l'album Vie et resté inédit). Par la volonté de Jean Renard, Comme un corbeau blanc devient le onzième titre d'Insolitudes et la face A du premier single extrait du 33 tours. La Musique que j'aime n'est qu'une face B. C'est pourtant elle qui très vite s'impose dans les diffusions radios et au public. Elle trouve immédiatement sa place dans le tour de chant de Johnny Hallyday et, à deux exceptions près (Le Pavillon de Paris en 1979 et le Palais des Sports en 1982), est depuis de tous les spectacles de l'artiste.
En 1976, enrichie par une longue introduction à la guitare électrique de Jean-Pierre Azoulay, elle clôt le show Johnny Hallyday Story au Palais des sports de Paris ; À Bercy, en 1987, un Big band accompagne Johnny et, sur la même scène, en 1990, une chorale camerounaise précède La Musique que j'aime. Avec elle, Hallyday, en 1998, entame son récital au Stade de France ; elle est encore au programme des Vieilles Canailles à Bercy en 2014 et en tournée en 2017, où Johnny Hallyday l'interprète avec Jacques Dutronc et Eddy Mitchell.
La Musique que j'aime est la chanson que Johnny Hallyday a le plus grand nombre de fois interprétée en duo : 50 duos avec 35 interprètes différents,.
Le titre figure dans la bande originale du film Jean-Philippe de Laurent Tuel, sorti en 2006.

## Réception
Le 45-tours s’écoule à plus de 250 000 exemplaires en France.

## Les versions de 1982 et 1990
En 1982, sous la houlette de Pierre Billon, Johnny Hallyday réengistre l'ensemble des titres de la période Vogue ; Il en profite pour enregistrer sur un nouvel habillage musical, quatre de ses plus grand succès : Le pénitencier, Noir c'est noir, Que je t'aime et La Musique que j'aime.
En janvier 1990, sort le nouveau single d'Hallyday Les vautours. Jugé trop violent le clip vidéo est censuré à la télévision. Afin de mieux soutenir le disque, qui souffre de cette absence de diffusion, il est décidé de sortir une seconde édition enrichie d'une nouvelle version de La Musique que j'aime. Carole Fredericks (qui a déjà travaillé avec Johnny Hallyday sur l'album Cadillac), est aux chœurs et cette fois encore, Pierre Billon est à la réalisation.

## Discographie
1973 :
- 14 février, 45 tours Philips 6009334[24] : Comme un corbeau blanc - La Musique que j'aime
- 25 avril, album Insolitudes

1982
- 21 janvier, 45 tours Philips 6010471 et Maxi 45 tours Philips 6863176 hors commerce[25] : Noir c'est noir (version 1982) - La Musique que j'aime (version 1982)

1990
- 5 mars :

45 tours Philips 876898-7 : Les Vautours - La Musique que j'aime - Testament d'un poète
Maxi 45 tours Philips 8766899-1 et CD maxi single Philips 876899 : Les vautours (version longue) - La Musique que j'aime - Rien à jeter - Testament d'un poètes
Discographie live :
- 1973 : Live Olympia 1973 (Récital resté inédit jusqu'en 2012)
- 1976 : Johnny Hallyday Story - Palais des sports
- 1981 : Live (avec Michel Mallory à l'harmonica)
- 1984 : Johnny Hallyday au Zénith[N 1]
- 1985 : Johnny Hallyday Zénith 85 (sortie posthume en 2024)
- 1988 : Johnny à Bercy et Live at Montreux 1988 (Récital resté inédit jusqu'en 2008)
- 1989 : Tournée d'Enfoirés (en duo avec Véronique Sanson)
- 1991 : Dans la chaleur de Bercy
- 1991 : Johnny Hallyday Fête de l'Huma 18 septembre 1991 (sortie posthume en 2024)
- 1993 : Bercy 92 et Parc des Princes 1993
- 1994 : À La Cigale (Récital resté inédit jusqu'en 2003).
- 1996 : Lorada Tour et Live at the Aladdin Theatre (Récital resté inédit jusqu'en 2003).
- 1998 : Stade de France 98 Johnny allume le feu
- 2000 : 100 % Johnny : Live à la tour Eiffel (en duo avec Florent Pagny et Nawfel à la guitare électrique)
- 2000 : Olympia 2000
- 2000 : Happy Birthday Live - Parc de Sceaux 15.06.2000 (accompagné par Nawfel à la guitare électrique - inédit jusqu'en 2020)
- 2003 : Parc des Princes 2003
- 2003 : Hallyday Bercy 2003 (sortie posthume en 2020)
- 2006 : Flashback Tour : Palais des sports 2006
- 2007 : La Cigale : 12-17 décembre 2006
- 2009 : Tour 66 : Stade de France 2009
- 2013 : On Stage (en duo avec Eddy Mitchell) et Born Rocker Tour (id)
- 2014 : Son rêve américain - Live au Beacon Theatre de New-York 2014 (en duo avec Jean Reno / sortie posthume en 2020)
- 2016 : Rester Vivant Tour
- 2019 : Les Vieilles Canailles Le Live (enregistré à Bercy en juin 2017, en trio avec Jacques Dutronc et Eddy Mitchell)

## Reprises
- 2005 : Patricia Kaas, à la scène, et sur son album live Toute la musique...[26].
- 2017 : Louane, sur l'album d'hommage collectif On a tous quelque chose de Johnny.
- 2018 : Sylvie Vartan, sur son 43e album studio Avec toi (avec treize chansons emblématiques de la carrière de Johnny).